# Cryphoeca brignolii
Cryphoeca brignolii is een spinnensoort uit de familie van de waterspinnen (Cybaeidae).
De wetenschappelijke naam van de soort werd in 1980 gepubliceerd door Konrad Thaler.